# Зеликовский, Александр Зиновьевич
Александр Зиновьевич Зеликовский (род. 25 марта 1960, Кишинёв) — молдавский и американский математик и информатик, заслуженный профессор Университетa штата Джорджия.

## Биография
Сын электротехника и метролога Зиновия Иеремеевича Зеликовского (1928—2022), лауреата Государственной премии Молдавской ССР в области науки и техники (1974). В 1982 году окончил факультет математики и кибернетики Кишинёвского университета, затем проходил аспирантуру в Институте математики Академии наук Молдавской ССР. Диссертацию кандидата физико-математических наук по теме «Алгебраические системы, связанные с графами» защитил под руководством Р. И. Тышкевич в Институте математики Белорусской ССР в Минске в 1989 году. С 1988 года — младший научный сотрудник в Институте математики АН МССР, в 1990—1995 годах — старший научный сотрудник.
В 1995 году эмигрировал с семьёй в США. В 1995—1997 годах — научный сотрудник отделения компьютерных наук Университета Виргинии в Шарлотсвилле. В 1997—1999 годах — в постдокторантуре в отделении компьютерных наук Калифорнийского университета в Лос-Анджелесе.
С 1999 года — в отделении компьютерных наук Университета штата Джорджия в Атланте (с 2009 года — профессор, с 2014 года — заслуженный профессор). Живёт в Розуэлле.
Основные научные труды в области биоинформатики, дискретных алгоритмов и комбинаторной оптимизации, теории графов, вычислительной геометрии. В 1991 году, воспользовавшись концепцией квазидвудольного графа, предложил аппроксимационный алгоритм для решения задачи Штейнера о минимальном дереве (и в последующие годы более точные алгоритмы)  и теорему уменьшения высоты дерева (Zelikovsky's height reduction theorem, 1997). Индекс Хирша 50 (май 2023).
Редактор серии сборников «Bioinformatics Research and Applications», «Combinatorial Optimization and Applications», «Computational Advances in Bio and Medical Sciences», «Computing and Combinatorics».

## Семья
Жена — Алла Семёновна Зеликовская (урождённая Корделюк, род. 1964), кандидат физико-математических наук (1994), программист; трое детей.

## Публикации
- Ion Mandoiu, Alexander Zelikovsky. Bioinformatics Algorithms: Techniques and Applications. Wiley Series in Bioinformatics. Wiley 2008. — 528 pp.
- Ion Mandoiu, Alexander Zelikovsky. Computational Methods for Next Generation Sequencing Data Analysis. Wiley Series in Bioinformatics. Wiley, 2016. — 331 pp.